# Le Corsaire noir (film, 1944)
Pour les articles homonymes, voir Le Corsaire noir.
Pour plus de détails, voir Fiche technique et Distribution.
Le Corsaire noir (El corsario negro) est un film mexicain réalisé par Chano Urueta, sorti en 1944.

## Fiche technique
- Titre : Le Corsaire noir
- Titre original : El corsario negro
- Réalisation : Chano Urueta
- Scénario : Antonio Momplet, A. Ramos Pedrueza et Chano Urueta, adapté du roman Il corsaro nero d'Emilio Salgari (1898)
- Musique : José Pérez
- Photographie : Gabriel Figueroa
- Son : Howard E. Randall
- Montage : Jorge Bustos
- Production : Gonzalo Elvira[1]
- Société de production : Clasa Films Mundiales
- Société de distribution : 
  -  Mexique :
  -  France : Filmonde[2]
- Pays :  Mexique
- Format : Noir et blanc - Son : Monophonique - 1,37:1 - Format 35 mm
- Genre : Action, aventure et drame
- Durée : 100 minutes ( États-Unis DVD), 88 minutes[3]
- Dates de sortie :
  -  Mexique : 24 août 1944
  -  France : 5 mai 1948

## Distribution
- Pedro Armendáriz : le corsaire noir
- María Luisa Zea : Honorata
- June Marlowe : Vera
- Antonio Diaz
- José Baviera
- Paco Fuentes
- José Elías Moreno : Van Guld
- Alejandro Cobo
- Ángel T. Sala
- Rafael Icardo
- Antonio Haro Oliva